# Фарин Урлауб
Фарин Урлауб (нем. Farin Urlaub, настоящее имя — Ян Феттер (нем. Jan Vetter); род. 27 октября 1963 года, Западный Берлин) — немецкий рок-музыкант, певец, гитарист, автор песен. Известен в качестве солиста и одного из основателей рок-группы Die Ärzte, кроме того с 2001 года активно занимается сольным творчеством и является лидером Farin Urlaub Racing Team.

## Биография

### Юность
Фарин Урлауб родился в Западном Берлине 27 октября 1963 года. До семи лет жил с матерью в общежитии в районе Моабит. После этого до 18 лет рос в районе Фронау. Так как его мать часто ставила пластинки Beatles, Фарин рано приобщился к музыке.
В возрасте девяти лет он решил брать уроки игры на гитаре. Фарин часто играл в летних лагерях, в которых бывал.
После начальной школы Фарин получил рекомендацию в реальное училище, однако выдержал пробное полугодие в гимназии имени Георга Хервега, находящейся в берлинском округе Райниккендорф, которую посещал до выпуска. В 17 лет ездил с классом в Лондон. Здесь он постригся, осветлил волосы и вернулся в Берлин панком. В 1981 году, после выпускных экзаменов, Фарин начинал изучение археологии в Свободном университете Берлина, однако вскоре оставил учёбу в пользу музыкальной карьеры.

### Музыкальная карьера
В 1981 году в клубе «Ballhaus Spandau» Фарин познакомился с Дирком Фельзенхаймером (позже взял псевдоним Bela B.) и присоединился к его группе Soilent Grün. После того как в 1982 году Soilent Grün распалась, Фарин с Бэлой и Зани основали группу Die Ärzte («Врачи»). Когда в одном из пунктов их первого договора со звукозаписывающей компанией речь зашла о том, чтобы придумать себе псевдоним, он вспомнил о своём увлечении — путешествиях. Фраза «Fahr in Urlaub» («еду в отпуск») сократилась до «Farin Urlaub».
В 1988 году, на апогее тогдашней истории «Врачей», внёс предложение о роспуске группы, что было фактически осуществлено в том же году. На следующий год Урлауб основал группу King Køng. Кроме него в состав вошёл, в том числе, барабанщик Уве Хоффман, продюсер Die Ärzte. Так как Фарин хотел дистанцироваться от времени, проведённого в предыдущей группе, в King Køng он использовал своё настоящее имя — Ян. Группа, однако, не снискала успеха. В 1989 году Фарин Урлауб объявил о её распаде. В 1993 году группа воссоединилась.
Так как Фарин, по своим словам, при первом интервью не доверял молодёжному журналу «Bravo», он назвался обычной фамилией «Vetter-Marciniak», чтобы видеть, кто действительно знал его, а кто только притворялся, что знал. Когда Урлауб получал письма от фанатов, он долгое время выбрасывал непрочитанными те из них, на которых стояло «Vetter-Marciniak».
В 1998 году «Врачи» решили больше не сотрудничать с «Bravo», так как журнал все чаще требовал историй из личной жизни группы. После этого журнал начал клеветническую кампанию против Фарина. Так, утверждалось, что он наехал на машине на папарацци «Bravo», избивал фанатов и, в целом, действовал под девизом «Сделай противника небоеспособным». Урлауб выступил на сайте группы с опровержением. И хотя после этого ответственные редакторы «Bravo» были уволены, на сегодняшний день группа больше не сотрудничает с журналом.
В 2001 году Фарин начал сольную карьеру, записал альбомы «Endlich Urlaub!» (2001), «Am Ende der Sonne» (2005), а также «Die Wahrheit übers Lügen» (2008). Кроме того, в 2006 году выпустил концертный альбом «Livealbum of Death», который был записан во время тура «Sonnenblumen Of Death» 2005 года.
Тогда как Урлауб записывал альбомы «Endlich Urlaub!» и «Am Ende der Sonne» большей частью один, для записи третьего сольного альбома «Die Wahrheit übers Lügen» он пригласил в студию музыкантов «Farin Urlaub Racing Team», до этого появлявшихся исключительно на концертах.
В январе 2014 на официальном сайте FURT был запущен четырёхзначный счётчик, стремящийся к нулю. Когда счётчик достиг цифры «0999», был объявлен мини-тур по городам Германии и Австрии, в чьих названиях присутствует окончание «Furt» (Франкфурт, Штайнфурт и т. д.). 5 августа того же года, когда счётчик достиг нуля, был анонсирован релиз грядущего альбома, который получит название «Faszination Weltraum» и увидит свет 17 октября 2014 года.

## Музыкальный стиль
С детства особый отпечаток Фарину оставили Beatles и Frank Zappa. Кроме того он слушает Johnny Cash, Depeche Mode и «почти все, кроме фри-джаза и техно». Последними из оценённых им групп являются Foo Fighters, Kaiser Chiefs и The Cure. В качестве его любимых немецких групп можно назвать берлинских Beatsteaks, а также Muff Potter.
Фарин не рассматривает себя в качестве хорошего гитариста, так как он часто играет «грязные» аккорды и до сих пор не научился читать ноты, что, однако, не мешало ему играть.
Согласно собственному высказыванию Фарина, различие между его сольными песнями и теми, что он написал для «Врачей», в том, что его сольное творчество имеет несколько более личный и актуальный характер. Для Die Ärzte он пытался писать как можно более «вневременные» и весёлые песни. Многие его песни повествуют о проблемах с партнёрами (Zu spät, Wegen dir, Wie am ersten Tag, Komm zurück, Nie gesagt, Mach die Augen zu, Nichts in der Welt, Heulerei) или являются просто абсурдными (Madonnas Dickdarm, Buddy Holly’s Brille, Außerirdische, WAMMW, Meine Ex(plodierte Freundin). С возрождения Die Ärzte он пишет также социально-критические и политические песни (Kopfüber in die Hölle, Schrei nach Liebe, Schunder-Song, Der Misanthrop, Rebell, Grotesksong, Deine Schuld, Nicht allein, Nichts gesehen, Lasse redn).
В то время как в первом сольном альбоме многие песни имели очень сатирические тексты (Am Strand, 1000 Jahre schlechten Sex, Wunderbar), «Am Ende der Sonne» обращается преимущественно к серьёзным темам, таким как политика, социальная критика и личные переживания (Immer noch, Kein Zurück, Sonne, Porzellan) и находится в прямом контрасте с предыдущим альбомом. В некоторых сольных песнях Фарин показывает также лёгкие тенденции к ска-панку (Dermitder, Wunderbar). «Am Ende der Sonne», по словам Урлауба, он писал специально для Racing Team, в то время как «Endlich Urlaub!» скорее напоминает Die Ärzte. То, что альбом преимущественно содержит неиспользованные «Врачами» B-sid’ы, оказалось простым слухом — в действительности только три песни первоначально были задуманы для Die Ärzte. Любимой сольной песней Урлауба, по его словам, является «OK» из дебютного альбома «Endlich Urlaub!».
Любовь к экспериментам Фарина в отношении музыкальных стилей видна в его сольном альбоме «Die Wahrheit übers Lügen», где, наряду со ска, также есть песни в стиле регги и дэнсхолл.

## Интересные факты
- Фарин является признанным противником алкоголизма, курения, а с 1987 года — пескетарианцем.
- В частном порядке поддерживает денежными пожертвованиями такие организации как Гринпис, ATTAC, Amnesty International и en:Menschen gegen Minen.
- 1 октября 2007 года вышла первая книга Фарина «Unterwegs 1 — Indien und Bhutan», которая представляет собой фотоальбом его путешествия по Индии и Бутану 2005—2006 годов. Первый тираж состоял из 3500 собственноручно подписанных и пронумерованных экземпляров и, несмотря на высокую цену, был распродан за полгода. Весь свой гонорар за эту книгу Урлауб пожертвовал организации «Врачи без границ».
- Фарин многие годы играет на гитарах, сделанных специально для него гамбургским изготовителем гитар Томасом Хармом из CyanGuitars. Его известнейшей гитарой, которую он использует как с Die Ärzte, так и с Racing Team, является Black Hawk.
- В клипах к своим сольным песням и песням Die Ärzte Фарин погибал 9 раз. В клипе «Männer sind Schweine» он с Белой и Родом был убит Ларой Крофт, в видео к «Yoko Ono» со своими коллегами сорвался вниз на лифте, в клипе «Deine Schuld» стал жертвой природного катаклизма, в клипе на песню «Dusche» из своего сольного альбома был убит собственным душем, в видео к песне «Sonne» совершил самоубийство, а в клипе «Glücklich» был утоплен в «бетонных ботинках» мафией. В видео к песне «Junge» Фарин был убит ордой зомби, в клипе на свою сольную песню «Nichimgriff» погиб со всей Racing Team от взрыва бензоколонки, а в клипе на сингл «Herz? Verloren» погибает от рук своего психолога на операционном столе.
- Фарин очень любит путешествовать и собирается объехать все страны мира. В 2008 году его туристический список насчитывал 102 страны.
- Фарин является большим любителем Японии, из-за чего в различных песнях (Sumisu, Pakistan, Nichimgriff) встречаются отсылки к этой стране.
- Группа LiLi из Кёльна написала песню о Фарине под названием «Farin U».

## Дискография

### Альбомы
- 2001: Endlich Urlaub!
- 2005: Am Ende der Sonne
- 2006: Livealbum of Death (Farin Urlaub Racing Team — концертный альбом)
- 2008: Die Wahrheit Uebers Luegen (Farin Urlaub Racing Team)
- 2014: Faszination Weltraum (Farin Urlaub Racing Team)
- 2015: Danger! — Live (Farin Urlaub Racing Team — концертный альбом)
- 2017: Berliner Schule[2] (сборник ранее неиздававшихся демо-версий песен)

### Синглы
- 2001: Glücklich (10 сентября)
- 2001: Sumisu (12 ноября)
- 2002: OK (4 февраля)
- 2002: Phänomenal egal (6 мая)
- 2005: Dusche (7 марта)
- 2005. Porzellan (6 июня)
- 2005: Sonne (5 сентября)
- 2006: Zehn (Farin Urlaub Racing Team, 13 января)
- 2008: Nichimgriff (Farin Urlaub Racing Team, 17 октября)
- 2009: Niemals (Farin Urlaub Racing Team, 9 января)
- 2009: Krieg (Farin Urlaub Racing Team, 1 мая)
- 2010: Zu heiß (Farin Urlaub Racing Team, 18 июня)
- 2014: Herz? Verloren (Farin Urlaub Racing Team, 19 сентября)
- 2014: AWG (Farin Urlaub Racing Team, 21 ноября)
- 2015: iDisco (Farin Urlaub Racing Team, 24 апреля)

### Видео
- 2010: Lass es wie einen Unfall aussehen (Farin Urlaub Racing Team — бесплатный концертный DVD)
- 2015: Danger! — Live (Farin Urlaub Racing Team — концертный DVD)

### Совместные работы исаундтреки
- 1990: Wir brauchen… Werner! (Bela B. & Jan, саундтрек к фильму «de:Werner – Beinhart!»)
- 1991: Wir fahren Manta, Manta (Farin & Die Motoristen, саундтрек к фильму «de:Manta, Manta»)
- 1995: Donna Clara (бэкграунд под псевдонимом «Kill Kill Gaskrieg», в альбоме Pleasure + Pain группы The Bates)
- 2000: Liebe macht blind (The Busters feat. Farin Urlaub)
- 2002: Hey Du (бэкграунд в мини-альбоме Wohnzimmer EP группы Beatsteaks)
- 2005: Bettmensch (бэкграунд под псевдонимом «K. K. Blitzkrieg», в альбоме Das beige Album группы Olli Schulz & der Hund Marie)

## Награды и достижения
Платиновые диски
- 2009: «Livealbum Of Death» (2 раза + 1 золотой)

Золотые диски
- 2004: «Endlich Urlaub»
- 2005: «Am Ende Der Sonne»
- 2009: «Die Wahrheit Übers Lügen»
- 2014: «Faszination Weltraum»